# Barbus afrovernayi
Barbus afrovernayi är en fiskart som beskrevs av Nichols och Wilfrid Rudyerd Boulton 1927. Barbus afrovernayi ingår i släktet Barbus och familjen karpfiskar. IUCN kategoriserar arten globalt som livskraftig. Inga underarter finns listade.